# Talty
Talty város az USA Texas államában, Kaufman megyében. Lakosainak száma 2500 fő (2020. április 1.).

## Népesség
A település népességének változása:
| Lakosok száma | 1028 | 1535 | 2500 |
|               | 2000 | 2010 | 2020 |